# Hemidactylus newtoni
Hemidactylus newtoni är en ödleart som beskrevs av  Ferreira 1897. Hemidactylus newtoni ingår i släktet Hemidactylus och familjen geckoödlor. Inga underarter finns listade i Catalogue of Life.